# 沈殿

溶液中の物質に化学反応を起こし、沈殿する成分と溶けたままである成分に分ける。

沈殿（または沈澱。ちんでん、英: precipitation）は、一般的には、液体中の微粒子が重力に引かれて液の底に沈む現象をいう。このとき、底に沈殿した物質を沈殿物（英: precipitate）という。化学では、化学変化によって溶液中に不溶の固体が現れる現象のこと。

## 概要
沈殿を構成する固体の微粒子は微結晶の場合もあれば、固体と溶液とから構成された固体でゲル様の状態の時もある。沈殿現象が発生する前の溶液は分散体であり、分散体となる固体微粒子が極く小さい場合はコロイド溶液として安定してしまい沈殿が発生しない場合もある。分散体が安定化するのに微粒子の表面エネルギーやその近傍に発生する電気二重層が大きく関与している。

## 化学
化学では、沈殿とは化学変化によって溶液中に不溶の固体が現れる現象のことである。底に沈む場合だけには限らない。沈殿物のことも沈殿と呼ぶことがある。
化学の実験操作法として沈殿反応（英: precipitation reaction）が利用される場合があり、その操作方法も沈殿と呼ばれる。
無機イオン反応などで難溶性の塩を生成する場合などは、結晶性の沈殿を生成する。塩の溶解度（積）はイオンの組み合わせにより全く異なるため、歴史的には沈殿の生成を鑑定することにより金属イオンなどの定性分析を行った。今日では、原子吸光分析法やイオンクロマトグラフ法など、より微量で定量的な分析方法が採用されるので、沈殿による定性分析は教育上の意義しかない。したがって、今日では沈殿は物質を溶液から単離する操作方法として利用されている。
通常、分子量が小さく結晶化しやすい化合物は、精製度の高い再結晶法などによって精製と単離とを併せて実施する。しかし、高分子など結晶化が困難なものは、再結晶によって精製することはできないことが多い。一般にこのような場合は、別の手段で粗精製しておいて、次いで生成物を少量の良溶媒に溶かして溶液とし、これに大量の貧溶媒を加える（あるいは反対に大量の貧溶媒に溶液を少しずつ加えていく）ことで、生成物を沈殿として得る。多くの場合、不純物は沈殿の微粒子の表面に付着するので、生成した沈殿物を濯ぐことである程度の純度の向上が期待される。

### 再沈殿
繰り返し沈殿を生成させ純度を高める手法を再沈殿（さいちんでん、reprecipitation）という。いったん生成した沈殿物を溶かすので単に沈殿物を濯ぐ場合よりも純度の向上が期待されるが、再結晶法ほどの純度は見込めない場合も多い。
あるいは再沈殿は、高分子合成において低分子量体（モノマーなど）を除去する目的でよく行われる。